# Devon Collier
Devon Collier (Bronx, 20 gennaio 1991) è un cestista statunitense con cittadinanza portoricana.

## Carriera
Con Porto Rico ha disputato i Campionati mondiali del 2019.